# 青色項鰭魚
青色項鰭魚，為輻鰭魚綱鱸形目隆頭魚亞目隆頭魚科的一種，分布於印度海域，體長可達14.9公分，棲息于沙底質海域，生活習性暂时不明。

## 擴展閱讀
維基物種上的相關：青色項鰭魚